# Conoesucus fromus
Conoesucus fromus är en nattsländeart som beskrevs av Martin E. Mosely 1936. Conoesucus fromus ingår i släktet Conoesucus och familjen Conoesucidae. Inga underarter finns listade i Catalogue of Life.